# What Gets Me Hot!
Pour plus de détails, voir Fiche technique et Distribution.
What Gets Me Hot! est un film pornographique américain réalisé par Richard Mailer, sorti en 1984.

## Fiche technique
- Titre original : What Gets Me Hot!
- Réalisation : Richard Mailer
- Scénario : Richard Mailer
- Musique : Bill Purdue, Christopher Saint Booth
- Société de production : Island Home Video
- Pays d'origine : États-Unis
- Langue originale : anglais
- Format : couleur
- Genre : pornographie
- Durée : 75 minutes
- Dates de sortie :
  -  États-Unis : octobre 1984
- Classification : interdiction aux moins de 18 ans

## Distribution
- Sean Alexander
- Bunny Bleu
- Tom Byron
- Susan Hart
- Maria Kay
- Traci Lords
- Dorothy Onan
- Greg Rome
- Herschel Savage
- Helga Sven
- Leslie Thane
- Marc Wallice

## Autour du film
Traci Lords tient le rôle principal, c'est son premier film pornographique. Elle avait seulement 16 ans lors du tournage, ce qui explique que ce film est considéré comme illégal dans certains pays notamment les États-Unis, où l'âge légal pour figurer dans un film pornographique est de 18 ans. Cependant, il doit être précisé que les créateurs du film ignoraient l'âge de Traci Lords. C'est en 1986 que le FBI découvre que Traci Lords a tourné la plupart de ses films alors qu'elle était mineure. De fait, tous ces films ont été retirés de la vente aux États-Unis.

### Source
- (en) Cet article est partiellement ou en totalité issu de l’article de Wikipédia en anglais intitulé « What Gets Me Hot! » (voir la liste des auteurs).